# Cedrát

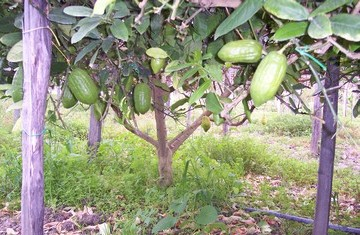
Strom s plody

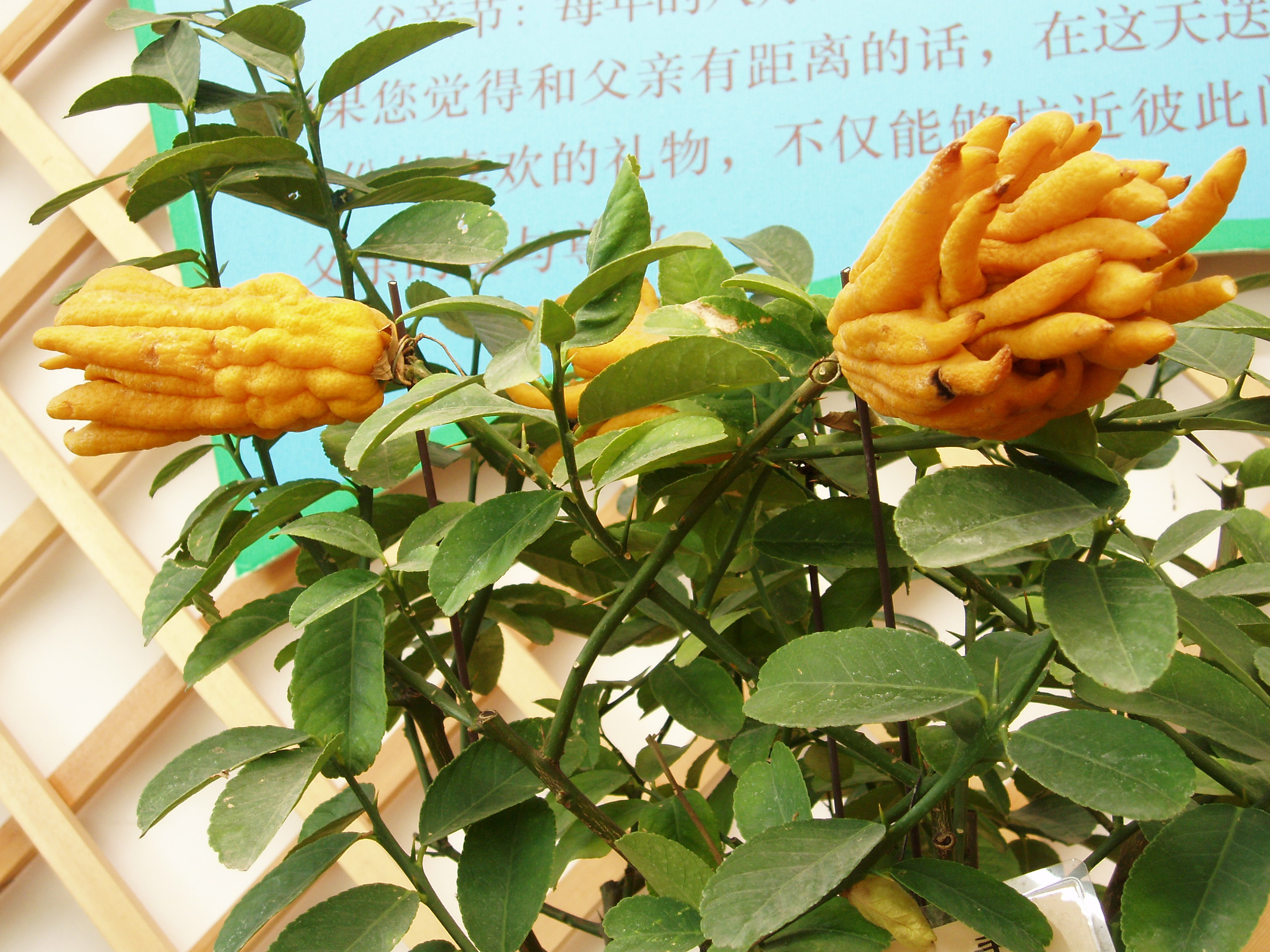
Citrus medica var. digitata (buddhova ruka)

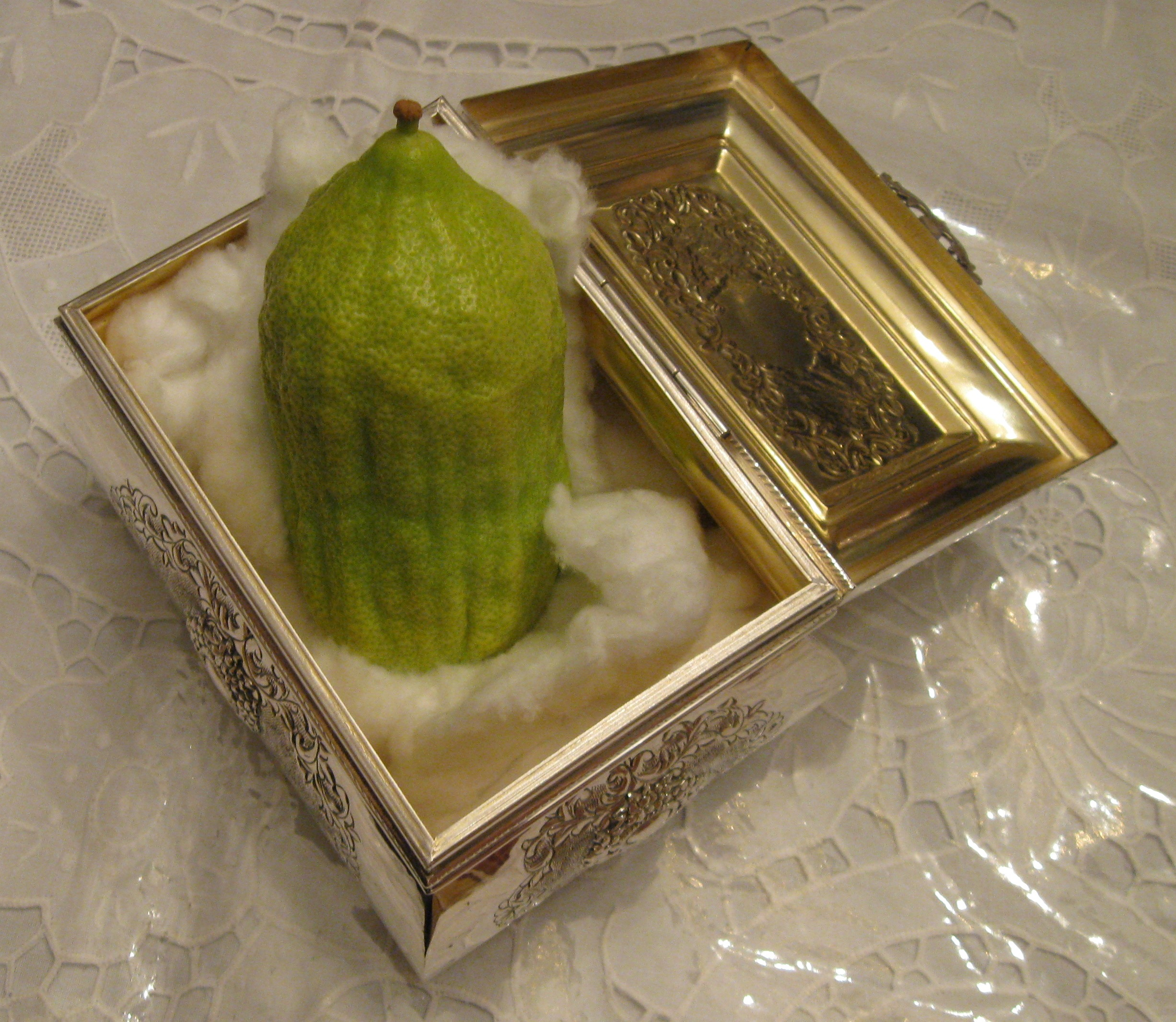
Košer cedrát s pitomem v krabičce

Cedrát (Citrus medica) je druh citrusů z čeledi routovitých (Rutaceae). Názvem „cedrát“ označujeme rostlinu a současně i její plod. Pochází z oblasti Blízkého východu, odkud se rozšířil do subtropů i tropů Starého i Nového světa severní polokoule. Plody se používají v potravinářství, kosmetice i k rituálním účelům. Patří do stejného rodu jako citron a jeho název se také odvozuje od latinského slova citrus.

## Charakteristika
Cedráty rostliny jsou stálezelené trnité keře, častěji však stromy dorůstající do výše až 4 m. Jsou to rostliny jednodomé a vytvářejí oboupohlavé květy, bývají většinou samosprašné. Květy velké asi 4 cm se vytvářejí obvykle na jednoletém dřevě. Vyrůstají ve skupinách, silně voní a opyluje je hmyz. Sladké odrůdy mají výhony zelené a květy bílé, kyselé mají výhony i poupata zbarvená do fialova. Kvetení se opakuje i třikrát ročně, takže na kvetoucím stromě lze vidět malé i zralé plody.
Listy jsou veliké, někdy až 20 cm dlouhé, kožovité, hladké, tmavozelené barvy na vrchní straně a světlezelené na spodní, tupě pilovité, listové řapíky jsou asi 1 cm dlouhé, bez křidélek. Mají olejnaté žlázy, který při rozemnutí listu vydávají silnou citrónovou vůní. Cedráty koření velice hluboko, jeho hlavní kořen sahá až do hloubky cca 2 m. Jsou to rostliny citlivé na chlad, teploty těsně pod bodem mrazu je poškozují. Cedráty se dobře kříží s jinými druhy, vzniká mnoho kultivarů.
Cedráty plody dorůstají do velikosti až 20 cm, bývají oválné, hladké neb vrásčité a někdy i bizarního tvaru, zvláště u hybridů. Zralé bývají barvy žluté, u některých kultivarů oranžové. Plod tvoří:
- Perikarp (oplodí, kůra) je těžko loupatelný a skládá se ze dvou vrstev:
  - Exokarp (flavedo, vnější vrstva kůry) je protkaný olejovými žlázami, které obsahují aromatický olej.
  - Mezokarp (albedo, vnitřní vrstva kůry) je pevné bílé pletivo těsně spojené s exokarpem, představuje až 70 % obsahu plodu.
- Endokarp (dužina) je vytvořena segmenty potaženými blánou. Obsahuje cukry, pektin, vlákninu, vitamín C a semena.

Významným znakem cedrátu (stejně jako mnoha dalších citrusů) je polyembryonie semen, kdy z jednoho semene může vyklíčit několik rostlinek. Jedno embryo vzniká splynutím samčí a samičí pohlavní buňky, ostatní embrya jsou nucelárního původu, což znamená, že vznikají nepohlavní cestou ze zvláštního pletiva a mají tudíž stejný genetický základ, jako mateřská rostlina.

## Systém
Existuje mnoho kultivarů, které se dají např. rozdělit takto:
- Kyselé odrůdy:
  - Citrus medica cv. 'Liscia Diamante' (hladký diamant), rozšířený kultivar, povrch hladký – Itálie,
  - Citrus medica cv. 'Riccia' nebo 'Rugosa', subsférický tvar, povrch vrásčitý – Španělsko
  - Citrus medica cv. 'Limoniforme', rozšířený kultivar, povrch vrásčitý – Řecko
  - Citrus medica cv. 'Policarpa', subsférického tvaru s okrouhlou špičkou, povrch hrubý – Řecko
  - Citrus medica cv. 'Etrog' (židovský cedrát), povrch hrubý, plod masitý – Izrael, Florida, Kalifornie, Řecko
- Polokyselé odrůdy:
  - Citrus medica cv. 'Earle', dužina je suchá, má ve středu plodu dutinu – Kuba, Portoriko, Florida, Kalifornie
  - Citrus medica cv. 'Digitata' (buddhova ruka), velký, hrubá kůra, bizarní tvary – Japonsko, Indočína
- Sladké odrůdy:
  - Citrus medica cv. 'Corsican', elipsoidní tvar, vrásčitý povrch – Korsika, Francie, Španělsko, Antily, Florida, Kalifornie
  - Citrus medica cv. 'Assads' nebo 'Guergueb' – Maroko

Nejnovější vědeckou klasifikaci rodu Citrus vypracoval prof. Iozaburó Tanaka.

## Použití
V potravinářství se z plodů cedrátu používá hlavně mezokarp (albedo), který se máčí 40–60 dnů ve slané vodě a pak se přidává řepný cukr a glukóza – vyrábí se z něj kandované ovoce. To se přidává do různých cukrovinek, sladkého pečiva, čokolád, zmrzlinových dortů, atd.
Ve studené kuchyni lze cedrát využít podobně jako jiné citrusové plody, tedy například při přípravě ovocných salátů, marmelád, smoothie a alkoholických i nealkoholických nápojů. Z cedrátu se vyrábějí též rozmanité likéry, punče, sirupy a další ovocné nápoje. Kůru z cedrátu lze používat stejně jako citronovou kůru při přípravě těst, setkat se lze i s kandovanou cedrátovou kůrou. 
Destilací kůry a listů se získávají éterické oleje, které se používají při výrobě krému na pleť, zubních past, ústních a kolínských vod, šamponů pro zvýšení lesku vlasů, deodorantů, kadidla (z cedrátového dřeva) a další. Drhnutí zubů kůrou cedrátu čistí žluté zuby, zatímco šťáva je perfektní hygienou nehtů.
K léčebným účelům se užívají semena, dužnina, kůra, listy a květy této rostliny. Vyrábějí se šťávy, odvary, nálevy, zábaly a jiné léčebné preparáty s použitím na: překyselený žaludek, bronchitidu, choroby dýchacích cest, vysoký obsah cholesterolu, stres, hypertenzi, úzkost, napětí, křeče, bolesti hlavy, nespavost, nádory v zažívacím traktu. Také léčí játra, zácpu, diabetes, krvácení z nosu a dásní a též má tonizující protihorečkový, protidávící a antiskorbutický účinek.
Cedrát má veliký význam při oslavě židovského svátku Sukot. Před tímto svátkem kupují Židé cedrát odrůdy Etrog, ten musí být nepomačkaný, správného tvaru, pěkný na pohled a s perfektním vrcholem, tedy „košer“, nejlépe, má-li pitom (pitom je neodpadnutá část květu – pestík nesoucí bliznu která zůstala srostlá s kůrou plodu), pak se cedrát ukládá do speciální vystlané krabičky.

## Pěstování
Stromy cedráty se množí buďto odřezky z 2–3letých větví, nebo moderněji roubováním na podnože Citrus aurantium. Plodící větve se vedou po oporách, aby se zabránilo zlomení váhou ovoce. V době sucha se zavlažují, ale ne postřikem, nebezpečí houbových chorob. Jsou náročné na živiny a dobrou půdu. Sklízí se postupně, jak se obnovuje kvetení. Asi dvacetiletá rostlina dá za rok cca 60–80 zralých plodů. Plod může mít až 2 kilogramy, ale průměrná váha je 700 gramů. Mezi největší producenty patří Řecko, kde se koncem 20. století ročně sklízelo asi 2 000 tun a Portoriko s 3 500 tunami tohoto ovoce.